# Acronema
Acronema is een geslacht uit de schermbloemenfamilie (Apiaceae). De soorten uit het geslacht komen voor van de Himalaya tot in China.

## Soorten
- Acronema alpinum S.L.Liou & R.H.Shan
- Acronema astrantiifolium H.Wolff
- Acronema brevipedicellatum Z.H.Pan & M.F.Watson
- Acronema bryophilum Farille & Lachard
- Acronema chienii R.H.Shan
- Acronema chinense H.Wolff
- Acronema commutatum H.Wolff
- Acronema crassifolium Huan C.Wang, X.M.Zhou & Y.H.Wang
- Acronema cryptosciadeum Farille & Lachard
- Acronema dyssimetriradiata Farille & S.B.Malla
- Acronema evolutum (C.B.Clarke) H.Wolff
- Acronema forrestii H.Wolff
- Acronema gracile S.L.Liou & R.H.Shan
- Acronema graminifolium (W.W.Sm.) S.L.Liou & R.H.Shan
- Acronema handelii H.Wolff
- Acronema hookeri (C.B.Clarke) H.Wolff
- Acronema ioniostyles Farille & Lachard
- Acronema johrianum Babu
- Acronema minus (M.F.Watson) M.F.Watson & Z.H.Pan
- Acronema mukherjeeanum Farille & Lachard
- Acronema muscicola (Hand.-Mazz.) Hand.-Mazz.
- Acronema nervosum H.Wolff
- Acronema paniculatum (Franch.) H.Wolff
- Acronema phaeosciadeum Farille & Lachard
- Acronema pilosum C.Norman
- Acronema pneumatophobium Farille & Lachard
- Acronema pseudotenera P.K.Mukh.
- Acronema refugicola Farille & Lachard
- Acronema rivale C.Norman
- Acronema schneideri H.Wolff
- Acronema sichuanense S.L.Liou & R.H.Shan
- Acronema tenerum (DC.) Edgew.
- Acronema xizangense S.L.Liou & R.H.Shan
- Acronema yadongense S.L.Liou

... · 
Aciphylla · 
Actinotus · 
Aegopodium · 
Aethusa · 
Ammi (Akkerscherm) · 
Anethum · 
Angelica (Engelwortel) · 
Anisotome · 
Anthriscus (Kervel) · 
Apium (Moerasscherm) · 
Artedia · 
Astrantia (Sterrenscherm) · 
Athamanta · 
Azorella · 
Berula · 
Bifora · 
Bunium · 
Bupleurum (Goudscherm) · 
Carum (Karwij) · 
Caucalis · 
Chaerophyllum (Ribzaad) · 
Cicuta · 
Conium · 
Conopodium · 
Coriandrum · 
Crithmum · 
Cuminum · 
Daucus · 
Eryngium (Kruisdistel) · 
Falcaria · 
Ferula · 
Foeniculum · 
Heracleum (Berenklauw) · 
Levisticum · 
Myrrhis · 
Oenanthe (Torkruid) · 
Orlaya · 
Pastinaca (Pastinaak) · 
Petroselinum (Peterselie) · 
Peucedanum (Varkenskervel) · 
Pimpinella (Bevernel) · 
Pycnocycla ·
Sanicula · 
Scandix · 
Selinum · 
Silaum · 
Sium · 
Smyrnium (Zwarte kervel) · 
Steganotaenia · 
Thapsia · 
Thaspium · 
Thecocarpus · 
Tiedemannia · 
Tilingia · 
Torilis (Doornzaad) · 
Xanthosia · 
...